# Pseudogonatodes furvus
Pseudogonatodes furvus — вид геконоподібних ящірок родини Sphaerodactylidae. Ендемік Колумбії.

## Поширення і екологія
Pseudogonatodes furvus відомі з типової місцевості, розташованої в долині Ріо-Фріо на західних схилах гірського масиву Сьєрра-Невада-де-Санта-Марта в регіоні Кахамарка в департаменті Маггдалена на півночі Колумбії, на висоті 1524 м над рівнем моря. Вони живуть у вологих гірських тропічних лісах, серед гнилої деревини.